# 黃學顏
黃學顏（1543年—？），字子愚，直隸蘇州府吳縣人，民籍，明朝政治人物。

## 生平
嘉靖四十三年（1564年）甲子科應天府鄉試第二十九名，萬曆五年（1577年）丁丑科會試第二百十六名，登二甲第十三名進士。官两浙盐运使。

## 家族
曾祖黃鵠；祖父黃閣，曾任恩例冠帶；父黃佐。母趙氏。具庆下。弟黄学思（字子沐，隆慶元年丁卯科舉人、贡士，官分宜知县）。